# Lo trobador català
Lo trobador català, titulat més endavant com El trobador català, i utilitzant de fet originalment la forma «trovador», és un llibre de lectura adreçat a infants amb poesies i proses escrit per Antoni Bori i Fontestà, publicat per primera vegada el 1892 i editat més de vint vegades.
Es tracta d'una de les obres cabdals i més importants d'Antoni Bori. El llibre és un recull de poemes i proses pensat com a llibre de lectura adreçat a l'escola primària. Té una voluntat moralitzant, hom afirma que intenta modelar l'infant inspirant l'amor i la fe en Catalunya, és a dir, tenia un component fortament catalanista, atès que Bori s'emmarca en el moviment de la Renaixença, d'inspiració romàntica i patriòtica, a més d'utilitzar recursos del folklore.
Publicat originalment el 1892, es va editar més de vint vegades, sent un dels llibres més reeditats a Catalunya. Va complir la funció amb que es va crear, atès que va ser pràcticament l'única lectura per a infants que existia en català, i va ser llegit pels alumnes d'educació primària tant de les escoles municipals com estatals d'arreu del territori català. Segons Jordi Monès, el llibre va suplir la manca d'escolarització en català i gràcies a l'obra molts nois i noies van aprendre a llegir-lo. Autors destacats com Carles Riba o Josep Maria Poblet van llegir-lo en la seva infància.
En la seva dinovena edició el text va ser adaptat a les normes ortogràfiques de l'Institut d'Estudis Catalans.